# Juan Villegas (director)
Juan Villegas (Buenos Aires, 28 de diciembre de 1971) es un director de cine, productor y guionista argentino. Como director ha realizado películas como Sábado (2002) —su primer largometraje—, Los suicidas (2005), Ocio (2010) y Las Vegas (2018). Asimismo, ha colaborado como productor en varios filmes de la directora Celina Murga, entre ellos La tercera orilla (2014) —que contó con Martin Scorsese como productor ejecutivo—. Antes de ser cineasta, Villegas trabajó como crítico de cine para la revista El Amante. Forma parte de la generación de cineastas que surgieron como parte del Nuevo Cine Argentino entre las décadas de 1990 y 2000.